# Bellevue (Kentucky)
Bellevue és una població dels Estats Units a l'estat de Kentucky. Segons el cens del 2000 tenia 6.480 habitants.

## Demografia
Segons el cens del 2000, Bellevue tenia 6.480 habitants, 2.758 habitatges, i 1.649 famílies. La densitat de població era de 2.661,6 habitants/km².
Dels 2.758 habitatges en un 29,6% hi vivien nens de menys de 18 anys, en un 41,4% hi vivien parelles casades, en un 13,6% dones solteres, i en un 40,2% no eren unitats familiars. En el 35,1% dels habitatges hi vivien persones soles el 12,4% de les quals corresponia a persones de 65 anys o més que vivien soles. El nombre mitjà de persones vivint en cada habitatge era de 2,35 i el nombre mitjà de persones que vivien en cada família era de 3,07.
Per edats la població es repartia de la següent manera: un 24,9% tenia menys de 18 anys, un 9,6% entre 18 i 24, un 32,1% entre 25 i 44, un 19,8% de 45 a 60 i un 13,5% 65 anys o més.
L'edat mediana era de 35 anys. Per cada 100 dones de 18 o més anys hi havia 88 homes.
La renda mediana per habitatge era de 36.550 $ i la renda mediana per família de 46.800 $. Els homes tenien una renda mediana de 32.381 $ mentre que les dones 26.606 $. La renda per capita de la població era de 17.983 $. Entorn del 7,9% de les famílies i el 10,2% de la població estaven per davall del llindar de pobresa.

## Poblacions més properes
El següent diagrama mostra les poblacions més properes.